# Batyste Fleurial
Batyste Fleurial Palmieri (* 27. Dezember 1999) ist ein französischer Filmschauspieler.
Batyste Fleurial wurde mit 13 Jahren durch die Hauptrolle in dem Fernsehfilm Pourquoi personne me croit? als Kinderdarsteller bekannt. 2017 spielte er den Jugendlichen Maurice Joffo in der Weltkriegs-Biografie Ein Sack voll Murmeln.

## Filmografie
- 2013: Pourquoi personne me croit?
- 2014: Famille d’accueil (Fernsehserie, eine Folge)
- 2016: Léo Mattéï, Brigade des Mineurs (Fernsehserie, eine Folge)
- 2017: Ein Sack voll Murmeln (Un sac de billes)
- 2018: Nina (Fernsehserie, eine Folge)
- 2018: Le jour où j'ai brûlé mon coeur